# 4704 Sheena
4704 Sheena је астероид главног астероидног појаса са средњом удаљеношћу од Сунца која износи 2,624 астрономских јединица (АЈ).
Апсолутна магнитуда астероида је 13,5.